# 本多馨子
本多 馨子（ほんだ けいこ）は日本の歌手。東京都出身、千葉在住

## 経歴
昭和音楽短期大学（現：昭和音大）ピアノ科卒業。同期にバラエティ歌手・森公美子がいる。
22歳の時、洗礼を受けクリスチャンとなる。
カワイ音楽教室でピアノコース、電子オルガンコース、基礎コースの指導にあたる。結婚後、ヤマハにて、ピアノ個人指導にあたり、ヤマハ・ポピュラー・ミュージック・スクールのヴォーカル科講師としてゴスペル教室・個人ヴォーカルレッスンを行う。
「もあぶれす」として（女性2人）ユニットを組み、ファーストアルバムの「THE　BIRTHDAY」をリリース。
解散後、2001年より、ソロで活動。約3オクターブの音域と日本人離れした声量と多種の発声から「レインボー・ヴォイス」と呼ばれるようになる。
「DEEP　RIVER」「AMAZING　GRACE」などの定番のゴスペルから、J-POPS、POPSなど様々なジャンルを歌い、クラシックを弾き語ることもある。
演奏形態は「カラオケ」を使わず、主に「ピアノ弾き語り」だが、アカペラで手話を取り入れるなど行っている。
現在、ソロ演奏活動の他、高校のコーラスのトレーナー、カルチャーなどの指導も行っている。

## 書籍
- 「もあMOREのひとりごと」（いのちのことば社）

## CD
「THE　BIRTHDAY」「AMAZING　GRACE」「虹色のベンチ」

## その他
＜活動（抜粋）＞
- リサイタル：東京八重洲ホール、秋川きららホール、千葉ぱるる（千葉市文化交流プラザに名称変更）、国立芸小ホール、ミュージックレストラン原宿「ラドンナ」…など。
- イベント：木更津点灯式、キリスト教短大学園祭、稲毛ワンズモール…など。
- ゲスト：ライオンズクラブ新年会、学校法人イーエスビー学園…など。
- ディナーショー：木更津「ホテルロイヤルヒルズ八宝苑」、浜名湖レークサイドホテル、名山荘…など。
- ボランティア：亀田病院、君津中央病院
- ラジオ：FM西東京に出演。TSP西東京「はなこがねいろ」（2009年）

　　　　NHK・FMラジオに出演（交通情報も含め60分）（2010年）
　　　　